# Jarkko Hurme
Jarkko Erkki Hurme (* 4. Juni 1986 in Oulu) ist ein finnischer ehemaliger Fußballspieler auf der Position eines Innenverteidigers.

## Karriere

### Vereine
Jarkko Hurme begann seine Karriere beim Oulun Luistinseura, für den er bis zum Jahr 2003 in der Jugend aktiv war. Im Jahr 2004 spielte Hurme seine erste Profisaison beim AC Oulu ebenfalls ein Klub aus seiner Geburtsstadt Oulu im nördlichen Finnland. Von 2005 bis 2006 stand er beim Lappischen Rovaniemi PS unter Vertrag, bevor er zu Udinese Calcio nach Italien wechselte. Für den Verein aus Udine kam der Verteidiger in der Serie A allerdings nicht zum Einsatz, sodass er am Saisonende diesen wieder verließ. Er unterschrieb einen neuen Kontrakt bei Hellas Verona aus der Serie C. Dort kam er in zwei Spielzeiten 10-mal zum Einsatz. Nach vier Jahren im Ausland wechselte Hurme 2009 zurück nach Finnland. Zunächst eine Spielzeit beim AC Oulu unter Vertrag, wechselte er zu Beginn der Saison 2011 zum Turku PS. Dort feierte er mit dem gewonnenen Ligapokal im Jahr 2012 den ersten Titel seiner Karriere. Von 2014 bis 2015 spielte er dann für den Verein Odds BK in der norwegischen Tippeligaen. Anschließend kehrte er nach Finnland zurück und war vier Jahre bei Seinäjoen JK  aktiv. Die Saison 2020 verbrachte er bei Zweitligist Kokkolan Palloveikot und 2021 stand er wieder beim AC Oulu unter Vertrag.

### Nationalmannschaft
Jarkko Hurme nahm 2003 mit der finnischen U-17 an der Weltmeisterschaft im eigenen Land teil, wobei er dreimal zum Einsatz kam, Gegner waren China, Kolumbien und Mexiko. Im Juni 2012 erfolgte das Debüt unter Mixu Paatelainen in der finnischen A-Nationalmannschaft. Während des Baltic Cups 2012 in Estland debütierte er nach Einwechslung für Kari Arkivuo in der 62. Minute des Halbfinales gegen den Gastgeber. Im Finale unterlag er mit der Mannschaft gegen Lettland, wobei er wiederum eingewechselt wurde, dieses Mal für Jukka Raitala. Im entscheidenden Elfmeterschießen verschoss Hurme seinen. Bis 2016 absolvierte er insgesamt zehn Partien und erzielte dabei einen Treffer. Daneben bestritt er weitere drei A-Länderspiele (1 Tor), welche von der FIFA nicht anerkannt wurden.

## Erfolge
- Finnischer Ligapokalsieger: 2012